# Скрипка (фильм, 2005)
«Скрипка» — чёрно-белый фильм, полнометражный дебют мексиканского режиссёра независимого кино Франсиско Варгаса. Исполнитель главной роли музыкант Анхель Тавира никогда ранее не снимался в кино.

## Сюжет
В одной неназванной центральноамериканской стране идёт война между правительством и крестьянами. Дон Плутарко, однорукий скрипач, его сын Женаро и внук Люсио зарабатывают на жизнь играя несложную музыку перед городскими кафешками. А также они перевозят оружие и амуницию из города в деревню, в которой живут, повстанцам. Однажды возвратившись в деревню, они видят, что жители её бежали, а сама деревня занята военными. Жераро убегает к повстанцам, а дон Плутарко обращается с просьбой к капитану, надеясь под предлогом работ на деревенском кукурузном поле, тайно вывезти закопанное на нём оружие в футляре из-под скрипки. Взамен капитан просит его дать уроки на скрипке.

## Награды
- Премия «Серебряный Ариэль» в категории «Лучший дебют», «Лучший сценарий», «Лучший актёр второго плана» (2007)[1].
- Приз «Особый взгляд» на Каннском кинофестивале в категории «Лучший актёр» (2006)[2].
- «Золотая Индия Каталина» на кинофестивале в Картахене в категориях «Лучшая операторская работа» и «Лучший сценарий» (2007).
- «Особый приз жюри на международном кинофестивале в Сан-Паулу (2006).
- «Лучший дебют» на Кинофестивале латиноамериканского кино в Лиме (2007).

## Оценки критиков
Франсиско Варгас сам дал определение «Скрипке»: «Скрытый протест Мексики против задавливания голосов, которые вынуждены браться за оружие, чтобы быть услышанными. Этот фильм поднимает вопросы, оставшиеся без ответа».
Критики в США большинством высоко оценили картину.
Мексиканский журнал (RevistaEsperanza): «Скрипка» смешивает латиноамериканский кошмар с моментами нежности. Чёрно-белый образ, драма между солдатами и повстанцами не даёт выхода для сложных характеров, которые хотят чего-то большего, чем получать еду раз в день и не терять человеческого достоинства.
Франсиско Варгас добивается сохранения напряжения, протянутого сквозь всю картину, без лишнего насилия, при этом достигая понимания порочности и коррумпированности власти через слабых, но тем не менее стремящихся найти силу мужества и веры в достоинстве и равенстве.